# 顾小痴
顾小痴（1910年—1987年），男，天津人，中国中医妇科学家，曾任天津中医学院第一附属医院院长，第五、六届全国政协委员。